# Justice League: Crisis on Infinite Earths
La Liga de la Justicia: Crisis en las Tierras Infinitas (en inglés: Justice League: Crisis on Infinite Earths) es una trilogía de películas estadounidenses de animación de superhéroes directa a vídeo de 2024, producida por Warner Bros. Animation y distribuida por Warner Bros. Home Entertainment, basada en la historieta de DC Comics del mismo nombre.
Es la entrega 55 de las películas animadas originales del Universo DC, y la séptima entrega del Tomorrowverse.
La película está dirigida por Chris Palmer y Jeff Wamester y protagonizada por las voces de Matt Bomer, Darren Criss, Jensen Ackles, Stana Katić y Jimmi Simpson. La película se divide en tres partes, Liga de la Justicia: Crisis en Tierras Infinitas - Parte Uno lanzada el 9 de enero de 2024. la Parte Dos se lanzó el 23 de abril de 2024 y la Parte Tres se estrenó el 16 de julio de 2024.
La cinta es una secuela de la escena poscréditos de Batman: The Long Halloween (2022), del cortometraje Constantine: The House of Mystery (2022), y las películas Justice League Dark: Apokolips War (2020), Legión de Super-Héroes (2023) y Justice League: Warworld (2023), además está dedicada en memoria del escritor George Pérez, creador de la serie de cómics Crisis on Infinite Earths, quien falleció en 2022.

## Sinopsis
Parte 1:
Tras su rescate de Warworld, Batman, Superman y Mujer Maravilla y el resto de la Liga de la Justicia deben unirse para prepararse para la crisis predicha por Harbinger (Kara Zor-El).
La muerte se acerca. Peor que la muerte: el olvido. No sólo para nuestra Tierra, sino para todos, en todas partes, en todos los universos. Contra esta destrucción definitiva, el misterioso Monitor ha reunido al mayor equipo de superhéroes de todos los tiempos.
Parte 2:
Un ejército interminable de demonios de las sombras empeñados en destruir toda la realidad pulula por nuestro mundo y todas las Tierras paralelas. Lo único que se les opone es el equipo de metahumanos más poderoso jamás reunido.
Pero ni siquiera el poder combinado de Superman, Batman, Wonder Woman, Linterna Verde y todos sus compañeros superhéroes puede frenar el ataque de esta horda invencible.
¿Qué fuerza misteriosa los impulsa? ¿Y cómo los secretos largamente enterrados de Monitor y Supergirl amenazan con aplastar nuestra última defensa?
Parte 3:
Ahora, completamente revelado como la amenaza definitiva a la existencia, el Antimonitor lanza un ataque implacable contra las Tierras sobrevivientes que luchan por sobrevivir en un universo de bolsillo. ¡Uno por uno, estos mundos y todos sus habitantes son vaporizados!
En los planetas que quedan, incluso el tiempo mismo se hace añicos, y los héroes del pasado se unen a la Liga de la Justicia y sus aliados desorganizados contra el epítome del mal. Pero mientras hacen su última resistencia, ¿el sacrificio de los superhéroes será suficiente para salvarnos a todos?

## Argumento
Parte 1:
Un anciano John Constantine envía a Barry Allen en un "viaje en el tiempo" a momentos clave de su vida, desde la adquisición de sus habilidades metahumanas hasta una lucha contra el androide Amazo, que absorbe el poder, creado por el profesor Dr. Anthony Ivo, y su boda con Iris West.
Durante la pelea con Amazo, Clark Kent/Superman se lesiona y es ayudado por Barry y Oliver Queen/Green Arrow a Bruce Wayne/Batman. En respuesta, Bruce sugiere formar un equipo con Barry, Clark, Oliver, Mari McCabe/Vixen y Martian Manhunter aunque no logran reclutar a Hal Jordan / Green Lantern..
Amazo ataca la presentación de la Liga de la Justicia, cuya función principal original de mejorar la vida humana ha sido alterada por Lex Luthor para matar a cualquiera que no sea humano. Batman activa un ataque aéreo para destruir a Amazo. Flash se dirige a Ivo, quien revela que había estado investigando la absorción de energía cuántica con Luthor inspirado en su síndrome de Hucthinson-Gilford para crear Amazo usando tecnología extraterrestre con la esperanza de desviar habilidades metahumanas usándolas para encontrar una manera de que la humanidad pueda vivir más tiempo. Ivo se sacrifica para que Amazo le entregue toda la metaenergía absorbida a Ivo. Batman deduce que Luthor le dio a Ivo su muerte para impulsar sus experimentos, lo que llevó a Amazo a volverse contra Luthor antes de devolver los poderes robados a Superman, Vixen y Manhunter antes de cerrar.
Mientras tanto, Constantine envía a Barry a una Tierra paralela donde los dobles de héroes y villanos de Tierra-1 son todo lo contrario. Después de una breve confrontación con su doppelgänger de Tierra-3, Johnny Quick, es capturado por el Sindicato del Crimen (doppelgängängers de la Liga de la Justicia) y llevado a su Salón del Crimen, donde es interrogado por el lazo de Superwoman, confirmando la teoría de su fallecido Luthor sobre el multiverso. De repente, una ola de antimateria amenaza a la Tierra-3 antes de su destrucción. Constantine le explica a Barry que es testigo de la destrucción de las Tierras paralelas como castigo y se burla de Barry porque comparte la misma culpa.
En la boda de Barry e Iris, Harbinger recluta a Barry, Oliver, Mari y John Stewart en un satélite espacial donde se han reunido otros héroes y villanos del multiverso según sus habilidades, fuerza y velocidad según lo ordenado por un ser llamado Monitor. un antiguo ser multiversal. El Monitor explica que unas ondas de antimateria capaces de destruir un universo entero amenazan al multiverso. El viaje en el tiempo de Barry inspira al Monitor a crear enormes torres vibratorias en las Tierras restantes. Sin embargo, la ola se extiende rápidamente al darse cuenta de su nuevo plan. Barry usa sus poderes para ralentizar el tiempo para él y para Iris, y envejecen juntos mientras completan la torre de Tierra-1 con la ayuda de Amazo. Al completar la torre, la anciana Iris muere. El anciano Barry vuelve a la velocidad normal y activa la red de la torre utilizando una cinta de correr cósmica. La energía vibratoria destruye su torre y a Amazo, pero hace que la onda de antimateria pase a través de las distintas Tierras y se disipe, aparentemente salvando el día. Luego, [El Espectro]] se acerca a Barry, quien afirma que Barry es responsable de la crisis, pero que depende de la Speed Force determinar su destino. Luego, Barry regresa al momento en que obtuvo sus poderes y tiene una epifanía. Aparece como una visión de Batman cuando quedó atrapado en la ilusión del Señor de la Guerra de Warworld, diciéndole que regrese antes del "principio". Barry luego desaparece, aparentemente muriendo.
De regreso a la estación espacial, los héroes celebran su victoria. Sin embargo, Harbinger, que se revela como Supergirl, se da cuenta de que podrían haber cambiado la historia cuando ve a su novio Brainiac 5 y a sus amigos de la Legión de Superhéroes desaparecer de la existencia.

## Reparto
- Matt Bomer como Barry Allen / The Flash
- Darren Criss como Superman Tierra-1 y Superman Tierra-2
- Jensen Ackles como Batman
- Stana Katic como Mujer Maravilla y Superwoman
- Ike Amadi como Detective Marciano, Amazing Man e Ivo
- Jimmi Simpson como Green Arrow
- Meg Donnelly como Supergirl y Harbinger
- Zachary Quinto como Lex Luthor
- Alexandra Daddario como Lois Lane
- Harry Shum Jr. como Brainiac 5
- Aldis Hodge como John Stewart y  Power Ring
- Ashleigh LaThrop como Iris West
- Alastair Duncan como Alfred Pennyworth
- Cynthia Hamidi como Dawnstar
- Liam Mcintyre como Aquaman y Johnny Quick
- Jonathan Adams como Monitor
- Geoffrey Arend como Psycho Pirate y Hombre Halcón
- Zack Callison como Robin
- Matt Lanter como Escarabajo Azul y Ultraman
- Ato Essando como Mr. Terrific
- Erika Ishii como Doctor Light/Dr. Hoshi y Huntress
- David Kaye como The Question
- Nolan North como Hal Jordan, Amazo. y Homeless Man
- Lou Diamond Phillips como The Spectre, Owlman
- Keesha Sharp como Vixen
- Matt Ryan como John Constantine
- Kevin Conroy como Batman (Tierra-3) (Parte 3)[8]
- Mark Hamill como Joker (Tierra-3) (Parte 3)
- Troy Baker como Joker
- Darin De Paul como Solovar

Aparecen sin diálogo:
- Atom, Batgirl, Batwing, Black Lightning, Blackhawk, Blue Devil, the Challengers of the Unknown, Creeper, Davy Crockett, Elongated Man, Firestorm, Guy Gardner, Hawk y Dove, Hawkgirl, Katana, Mento, the Metal Men, Metamorpho, Negative Woman, Nighthawk, Red Star, Red Tornado, Solovar, Speedy, Star Sapphire, Swamp Thing, Tempest y Zatanna de Tierra-1.
- Miembros de la Sociedad de la Justicia de América (Canario Negro, Doctor Mid-Nite, Flash, Hourman, Jade, Obsidian, Starman y Wildcat) de Tierra-2.
- Capitán Átomo, Nightshade y Peacemaker de Tierra-4.
- Capitán Marvel Jr., Mary Marvel y Uncle Marvel de Tierra-S.
- Tío Sam, Doll Man, Ray y Black Condor de Earth-X.
- Thunderer de Tierra-7
- Kamandi de Tierra-AD.

## Producción

### Desarrollo
La película se anunció en julio de 2023 en la SDCC para su estreno en físico el 24 de enero de 2024.
Esta es una adaptación de la saga de cómics del mismo nombre, escrita por Marv Wolfman y dibujada por George Pérez, publicada entre los años 1985 y 1986.
En noviembre de 2023, se publicó el primer tráiler de la película, donde se anunciaba que la historia se dividirá en 3 partes.

## Estreno
La película Liga de la Justicia: Crisis en las Tierras Infinitas se estrenó en formato digital y doméstico el 9 de enero de 2024, y en formato físico el 23 de enero de 2024.
La segunda parte Justice League: Crisis en las Tierras Infinitas - Parte Dos se lanzó el 23 de abril de 2024 y la Parte Tres se lanzó el 16 de julio de 2024.

## Futuro

### Partes Dos
La segunda parte se lanzó el 23 de abril de 2024 y contó con Terry McGinnis de Batman Beyond con Will Friedle retomando su papel.

### Partes Tres
La tercera parte se lanzó el 16 de julio de 2024 y presentará póstumamente a Kevin Conroy como la versión de Batman del Universo animado de DC que debutó en Batman: la serie animada, habiendo completado su trabajo de voz antes de su muerte por cáncer colorrectal el 10 de noviembre de 2022. .
Para ambas películas, Matt Ryan retoma su papel anterior como John Constantine del Universo de Películas Animadas de DC.